# Alemayehou Téwodros
Leul Alemayehou Téwodros (ge'ez : ልዑል አለማየሁ ቴዎድሮስ) (23 avril 1861 - 14 novembre 1879) est un prince éthiopien, fils du negus negest Téwodros II et de l'impératrice consort d’Éthiopie Tiruwork Wube.

## Biographie
Né en 1861, il est élevé avec sa sœur Menelik à la cour impériale, dans la forteresse Meqdela.
Il est élevé à la dignité de dejazmach vers 1865, puis couronné Leul le 13 avril 1868.
Après l'expédition britannique de 1868 et le suicide de son père le 13 avril de cette même année, il est enlevé, emmené avec sa mère, l'impératrice Tiruwork Wube et gardé par les Anglais au Royaume-Uni. Sa mère meurt pendant le voyage. Il meurt à Leeds, âgé de 18 ans, et est enterré à la chapelle Saint-Georges au château de Windsor, seul membre d'une famille royale étrangère à y reposer.
Le 12 septembre 2007, l'Éthiopie demande officiellement à Londres le transfert de ses restes vers le pays natal d'Alemayehou. En 2023, Buckingham Palace rejette la demande, déclarant qu'il serait impossible de retirer les restes d'Alemayehu « sans perturber le lieu de repos d'un nombre substantiel d'autres personnes à proximité ». Toutefois, en septembre 2023, une mèche de cheveux est restituée à l'Éthiopie, avec d'autres objets pillés à Magdala. Un parent exprime l'espoir que ce progrès pourrait conduire au rapatriement éventuel du prince.